# Osumacinta
Osumacinta est une municipalité du Chiapas, au Mexique. Elle couvre une superficie de 221,1 km2 et compte 3 682 habitants en 2015.